# Piramideklokje
Het piramideklokje (Campanula pyramidalis) is een groenblijvende, overblijvende plant. De soort komt van nature voor in Noord-Oost Italië en op de Balkan en in Nederland als verwilderd. De soort wordt als sierplant gebruikt en er bestaan veel cultivars met kleuren van wit tot donkerblauw.
De plant wordt 80 - 150 cm hoog en vormt een bladrozet. De rechtopstaande stengel is dun vertakt. De basale bladeren zijn breed ovaal-langwerpig tot hartvormig, lang gesteeld, glanzend en grof getand. Ze zijn bezet met klieren. De stengelbladen zijn meer lancetvormig. 
Het piramideklokje bloeit vanaf juni tot in september met per bladoksel drie, kort gesteelde, 20- 26 mm brede, licht blauwviolette, lichtblauwe of zelden witte bloemen. De bloeiwijze is een lange, smalle pluim. De bloemkroon is stervormig tot wijd klokvormig. De kelk is smal driehoekige met afstaande slippen. De stijl steekt ver buiten de bloemkroon. 
De vrucht is een ronde doosvrucht met in het midden poriën.

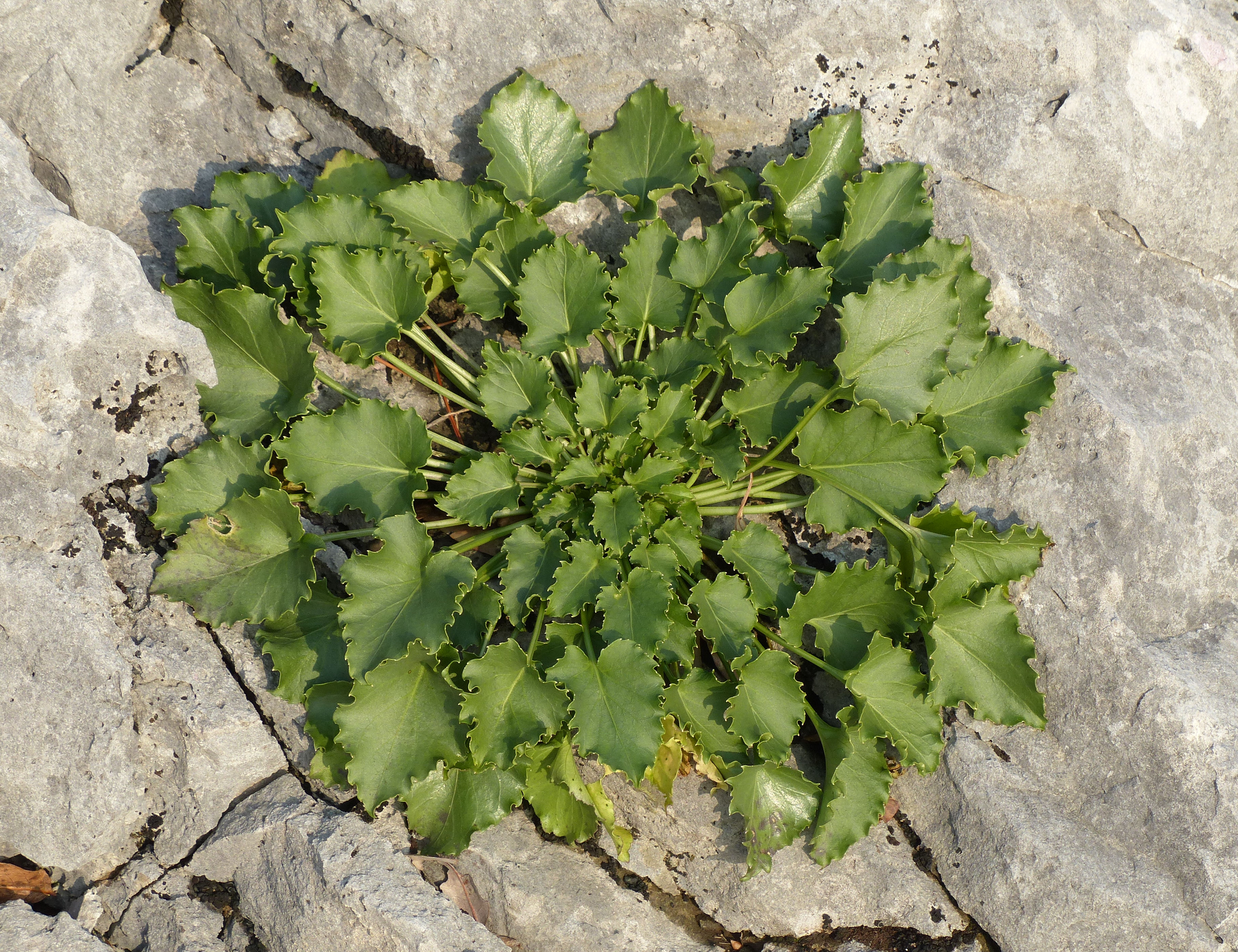
Plant
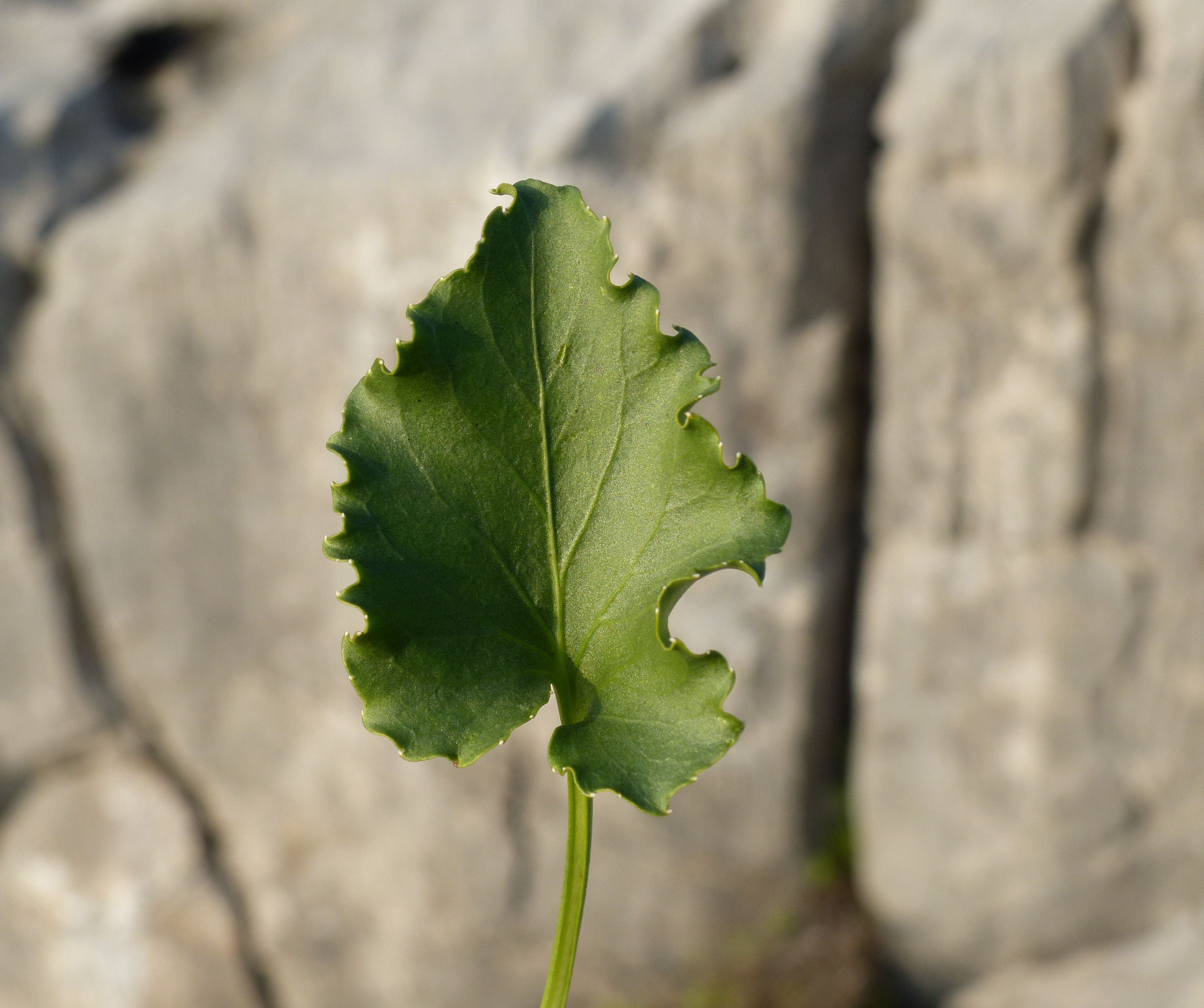
Blad
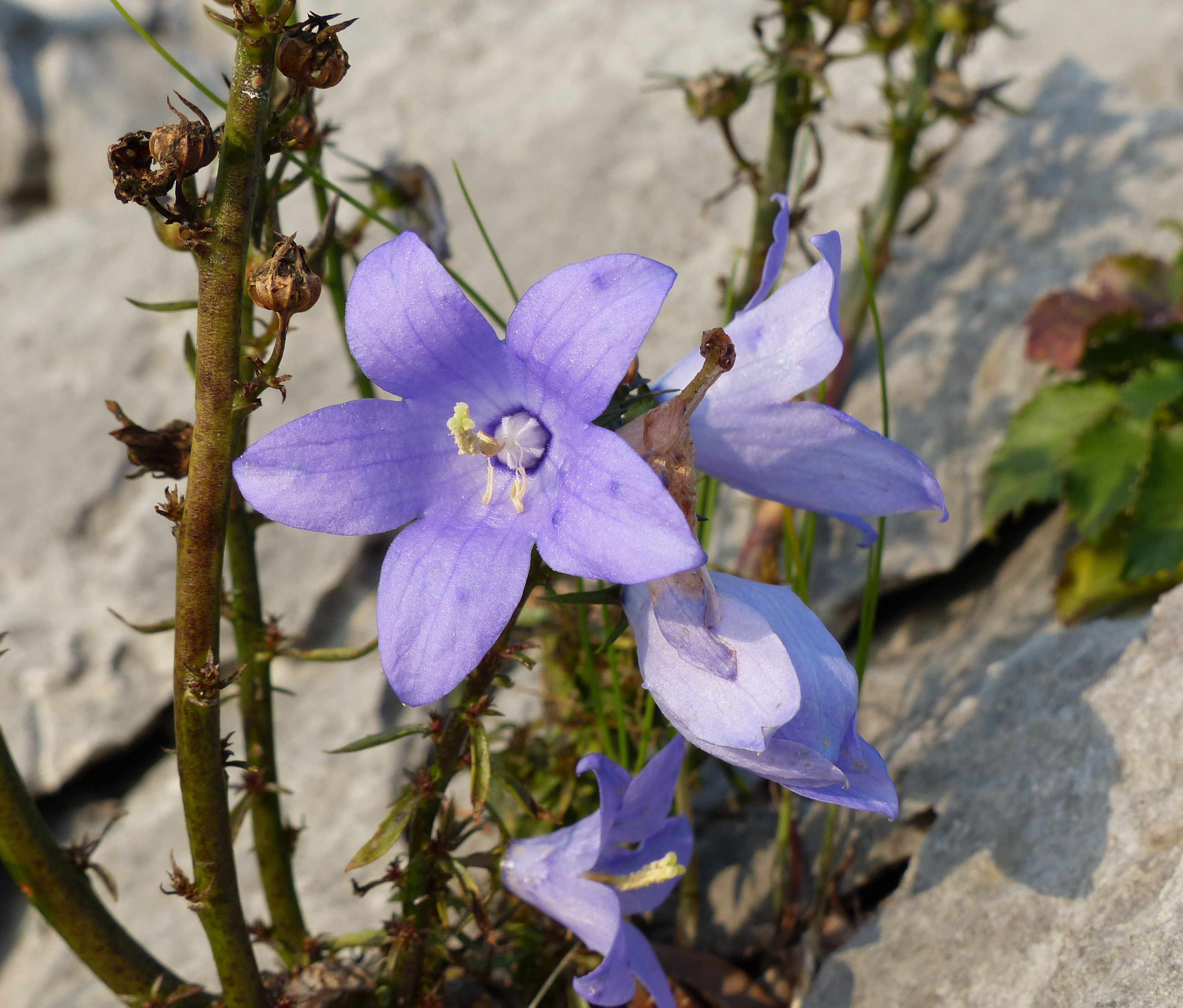
Bloem
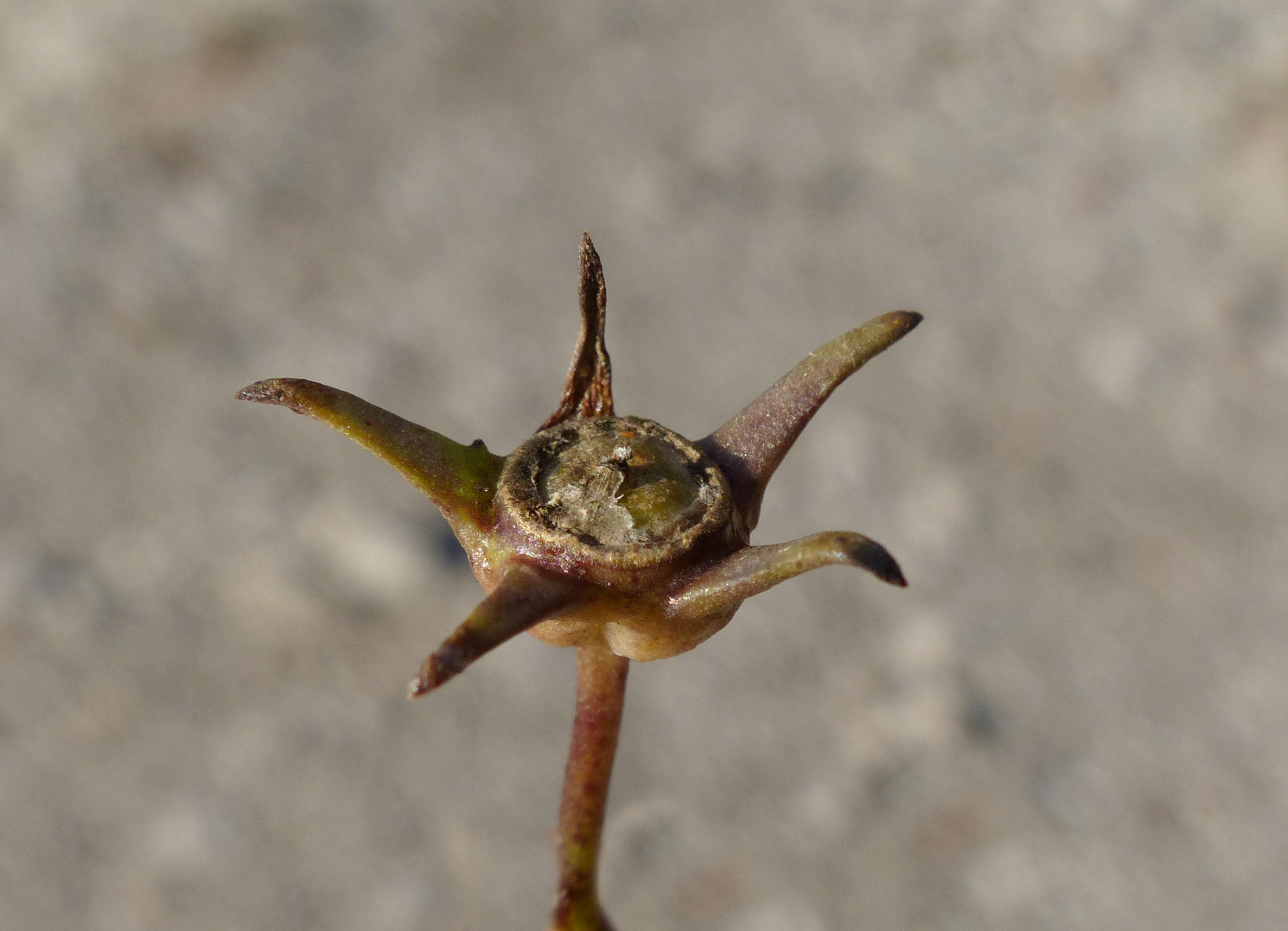
Vrucht

De plant groeit op warme plaatsen op voedselrijke, vochthoudende, vaak stenige grond.